# Léon Célestin Lambert
Léon Célestin Lambert  (1867 - 1932) fue un botánico francés.

## Eponimia
- (Acanthaceae) Phlogacanthus lambertii Raizada[1]
- (Berberidaceae) Berberis lambertii R.Parker[2]
- (Connaraceae) Connarus lambertii Britton[3]
- (Ranunculaceae) Batrachium × lambertii (A.Félix) Soó[4]
- (Rosaceae) Cotoneaster lambertii G.Klotz[5]